# 奇内戈德拉之战
奇内戈德拉之战是指2020年1月9日伊斯兰国大撒哈拉分部（简称：IS-GS）对尼日尔蒂拉贝里大区菲林蓋省奇内戈德拉地区的军事基地发动袭击的事件。 IS-GS袭击了位于该国西部蒂拉贝里大区奇内戈德拉的一个哨所，该地区在尼亚美以北210公里(130英里)，距离马里-尼日尔边境13公里(8英里)。 据证实，至少89名尼日尔士兵在袭击中丧生，但可能还存在更多伤亡，具体信息暂尚未得到证实。 尼日利亚政府表示，77名IS-GS武装分子被击毙。
萨赫勒地区的伊斯兰叛乱活动在2010年代后期开始加剧。在奇内戈德拉哨所遇袭之前，尼日尔于2019年12月10日和25日也分别遭到了恐怖袭击。

## 后续
冲突结束后，尼日尔政府宣布全国哀悼三天。 尼日尔总统穆罕默杜·优素福将尼日尔武装部队参谋长艾哈迈德·穆罕默德将军解雇，并新任命萨利福·莫迪少将为军队新指挥。